# Tòa nhà Robot
Tòa nhà Robot (tiếng Thái: ตึกหุ่นยนต์, phát âm tiếng Thái: [tɯk̚˨˩.hun˨˩.jon˧], RTGS: tuek hun yon) nằm ở quận thương mại Sathorn của Băng Cốc, Thái Lan, là nơi đặt trụ sở chính của ngân hàng United Overseas Bank ở Băng Cốc. Công trình được kiến trúc sư Sumet Jumsai thiết kế cho Ngân hàng châu Á nhằm phản ánh công cuộc điện máy hóa ngành ngân hàng. Lối kiến trúc của tòa nhà nhằm phản ứng đối lập với lối kiến trúc tân cổ điển và hậu hiện đại công nghệ cao. Những nét đặc trưng của tòa nhà như các bức tường xếp chồng thụt dần vào, cây ăng-ten và đôi mắt góp phần tạo nên hình dáng kiểu robot cũng như chức năng thực tế của công trình. Được hoàn thiện vào năm 1986, tòa nhà Robot là một trong những ví dụ về kiến trúc hiện đại cuối cùng ở Băng Cốc. Công trình từng được Bảo tàng nghệ thuật đương đại Los Angeles lựa chọn là một trong 50 tòa nhà quan trọng của thế kỉ.

## Thiết kế

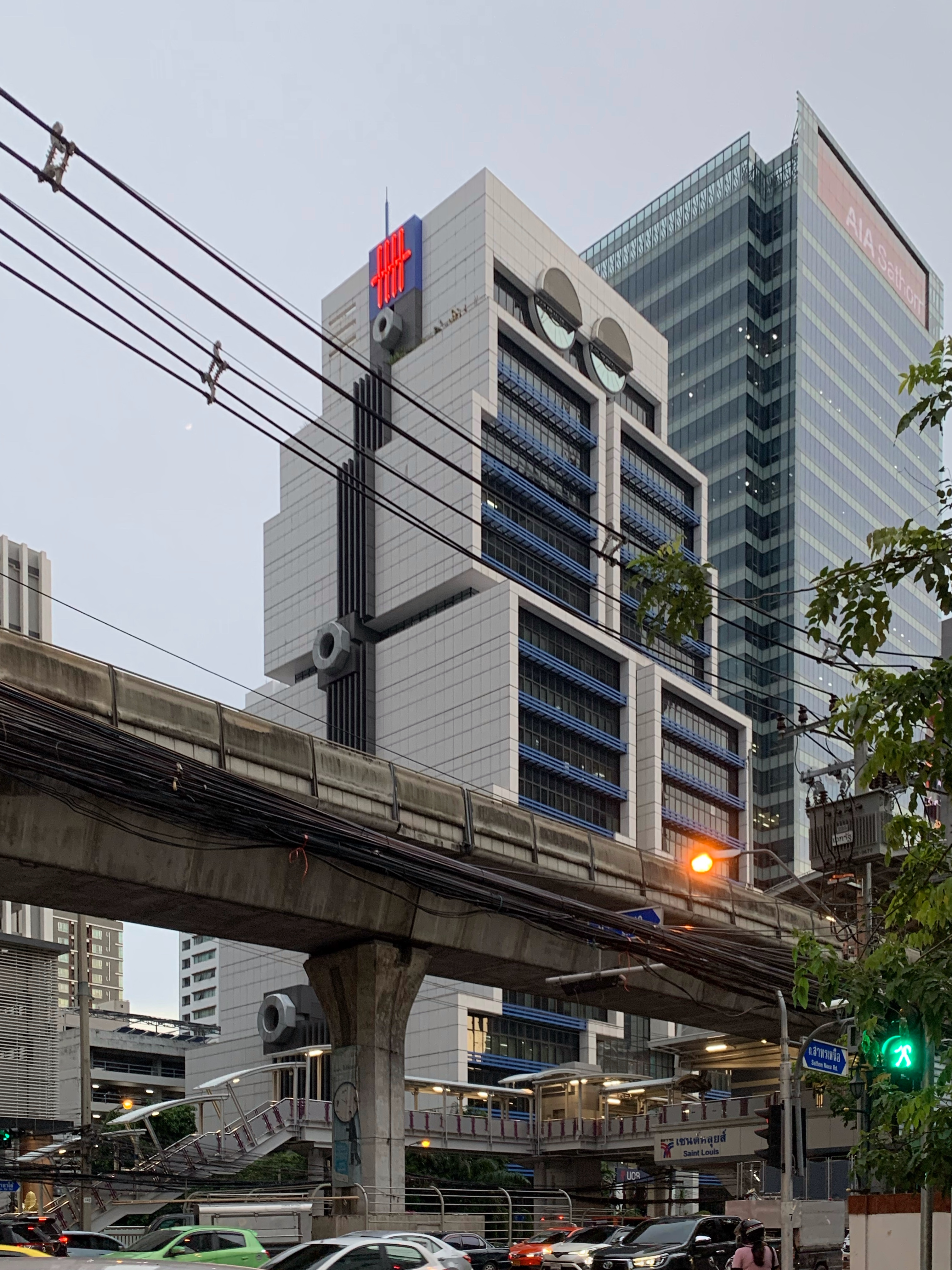
Tòa nhà Robot và trạm xe lửa Saint Louis BTS năm 2021

Kiến trúc sư Thái Lan Sumet Jumsai là người thiết kế Tòa nhà Robot dành cho Ngân hàng châu Á, đơn vị này được ngân hàng United Overseas Bank mua lại vào năm 2005. Ông được ban giám đốc Ngân hàng châu Á yêu cầu thiết kế một tòa nhà phản ánh công cuộc hiện đại hóa và điện toán hóa ngành ngân hàng. Ông tìm ra nguồn cảm hứng từ robot đồ chơi của con trai mình.
Sumet thiết kế tòa nhà nhằm thể hiện nhận thức đối lập với lối kiến trúc hậu hiện đại lúc bấy giờ, đặc biệt là kiến trúc cổ điển Phục Hưng và công nghệ cao được thể hiện như ở Trung tâm Pompidou. Sumet vừa ca ngợi sự ra đời của chủ nghĩa hậu hiện đại nhằm đối chọi với lối thiết kế hiện đại thuần túy nhưng vô vị, vừa xem nó là "một phong trào tẩy chay tìm kiếm phương án thay thế mà không đưa ra một vật thay thế". Sumet gạt bỏ chủ nghĩa cổ điển Phục Hưng ở giữa thập niên 1980 vì cho rằng "mất hết tri thức" và phê bình "danh mục những mô típ kiến trúc vô nghĩa" đại diện cho chủ nghĩa cổ điển Phục Hưng ở Băng Cốc. Ngoài ra ông còn gạt bỏ kiến trúc công nghệ cao, "thứ tự chiếm hết trong máy móc, đồng thời bí mật...yêu...những vật tạo tác thủ công và người lao động chân tay lương thiện", ví nó như một phong trào không có tương lai.
Sumet viết rằng tòa nhà của ông "không cần giống như một con robot" và một "loạt những dạng biến thể khác" là đã đủ, miễn sao chúng có thể "giải phóng tâm hồn khỏi sự bế tắc của trí tuệ hiện tại và đưa nó sang thế kỉ tiếp theo". Ông viết rằng thiết kế của mình có thể được xem là hậu-công-nghệ-cao: thay vì trưng ra nội thất bên trong tòa nhà, ông lựa chọn tô điểm một sản phẩm đã hoàn chỉnh bằng các bộ phận cơ khí trừu tượng. Vị kiến trúc sư này nhận định rằng tòa nhà của ông đi ngược lại tầm nhìn về máy móc của thế kỉ 20, giống như một "thực thể riêng biệt" thường "đưa lên bệ để cúng bái", bằng cách trở thành "một phần trong cuộc sống hàng ngày của chúng ta, một người bạn hay chính bản thân chúng ta", nó đã xóa đi con đường pha trộn giữa máy móc và con người ở thế kỉ 21.
Tòa nhà được hoàn thiện vào năm 1987 với chi phí 10 triệu đô la Mỹ. Đến giữa thập niên 1980, kiến trúc hiện đại đã thoái trào ở Băng Cốc; tòa nhà Robot là một trong những ví dụ cuối cùng về lối kiến trúc này.

## Đặc điểm
Tòa nhà Robot cao 20 tầng và có tổng diện tích tầng là 23.506 m² (253.016 ft²). Diện tích tầng giảm dần tại các tầng thứ 4, 8, 12, 16 và thứ 18; hình dáng đặt so le vừa tạo nên vẻ ngoài kiểu robot, vừa là một giải pháp hiệu quả nhằm đáp ứng các quy tắc về khoảng lùi yêu cầu nghiêng 18 độ từ mỗi bên mặt phẳng đứng bao quanh công trình. Tầng trệt của tòa nhà là sảnh ngân hàng cao gấp đôi. Kiến trúc nội thất của sảnh (hợp tác thiết kế với công ty 7 Associates) được thiết kế để tăng cường vẻ ngoài robot của tòa nhà; bốn bức tượng điêu khắc do nghệ sĩ người Thái Lan Thaveechai Nitiprabha chế tác nằm ở cửa chính. Các tầng lửng nằm ở mỗi bên sảnh ngân hàng là nơi đặt văn phòng và phòng hội họp. Tầng thứ hai của tòa nhà có một hội trường đa chức năng, các văn phòng và phòng đào tạo, còn các tầng trên là nơi đặt không gian văn phòng chung. Một ga-ra đỗ xe 8 tầng tọa lạc ở phía sau tòa nhà chính.

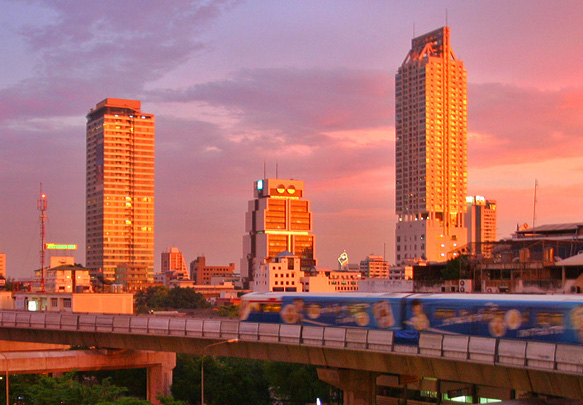
Tòa nhà Robot nhìn từ tuyến đường Silom

Phần trang trí ngoại thất góp phần tạo nên vẻ ngoài giống như robot của tòa nhà, dù cho nó cũng thường có các chức năng thực tế. Hai cây ăngten trên nóc tòa nhà được dùng để liên lạc và làm cột thu lôi. Ở mặt tiền phía trên tòa nhà, tức đằng trước phòng họp chính và phòng ăn thuộc dãy phòng quản trị hàng đầu, là hai nhãn cầu có mi mắt rộng 6 m (19,7 ft) đóng vai trò như cửa sổ. Cặp nhãn cầu được làm từ thủy tinh phản chiếu; còn mi mắt được làm từ cửa gió kim loại. Các nút đai ốc làm từ bê tông gia cố thủy tinh góp phần tô điểm thêm cho các mặt của tòa nhà. Chiếc đai ốc lớn nhất của công trình có đường kính dài 3,8 m (12,5 ft) và là đai ốc lớn nhất thế giới vào thời điểm xây dựng chúng. Các bức tường phía đông và tây của tòa nhà (các mặt của robot) có ít kẽ hở nhằm che phần nội thất khỏi ánh mặt trời và tăng hiệu quả sử dụng năng lượng. Còn các mặt phía bắc và nam (mặt trước và sau của robot) là những hệ vách xanh dương sáng, màu này được lựa chọn vì đây là biểu tượng của Ngân hàng châu Á.

## Công nhận
Bảo tàng nghệ thuật đương đại Los Angeles đã lựa chọn tòa nhà Robot là một trong 50 tòa nhà quan trọng của thế kỉ. Công trình còn đem về cho Sumet một giải thưởng từ Bảo tàng thiết kế và kiến trúc Athenaeum của Chicago, là giải thưởng đầu tiên được trao cho một nhà thiết kế người Thái. Theo Encyclopedia of 20th Century Architecture (Bách khoa toàn thư kiến trúc thế kỉ 20) của Stephen Sennott, tòa nhà "đã tăng cường sự công nhận của thế giới với nền kiến trúc hiện đại của Thái Lan".